# Consell departamental de l'Aube
El Consell departamental de l'Aube és l'assemblea deliberant del departament francès de l'Aube a la regió del Gran Est. La seva seu es troba a Troyes.

## Composició
El març de 2015 el Consell departamental de l'Aube era constituït per 34 elegits pels 17 cantons de l'Aube.
| Partit              | Sigles | Electes |
| ------------------- | ------ | ------- |
| Majoria (32 escons) |        |         |
| Els Republicans     | LR     | 20      |
| Divers droite       | DVD    | 12      |
| Oposició (2 escons) |        |         |
| Divers gauche       | DVG    | 2       |

## President
El president del Consell departamental és Philippe Pichery des de 2017.